# Paloma Adrados
María Paloma Adrados Gautier (Madrid, 16 de abril de 1956) es una política española del Partido Popular, alcaldesa de Pozuelo de Alarcón entre 2011 y 2015, y presidenta de la Asamblea de Madrid entre 2015 y 2019.

## Biografía
Tras licenciarse en Derecho, comenzó a trabajar en la Confederación Española de Organizaciones Empresariales (CEOE), responsabilizándose del Área de Relaciones Laborales Internacionales. Tras su paso por la Organización Internacional del Trabajo como consultora, entró plenamente en política, integrándose en las filas del Partido Popular (PP). Entre 1997 y 1999 trabajó a las órdenes de Javier Arenas, en aquel entonces ministro de Trabajo y Asuntos Sociales, como asesora. En 1999 fue elegida diputada autonómica de la Asamblea de Madrid, y llegó a desempeñar el cargo de secretaria primera de la mesa. 

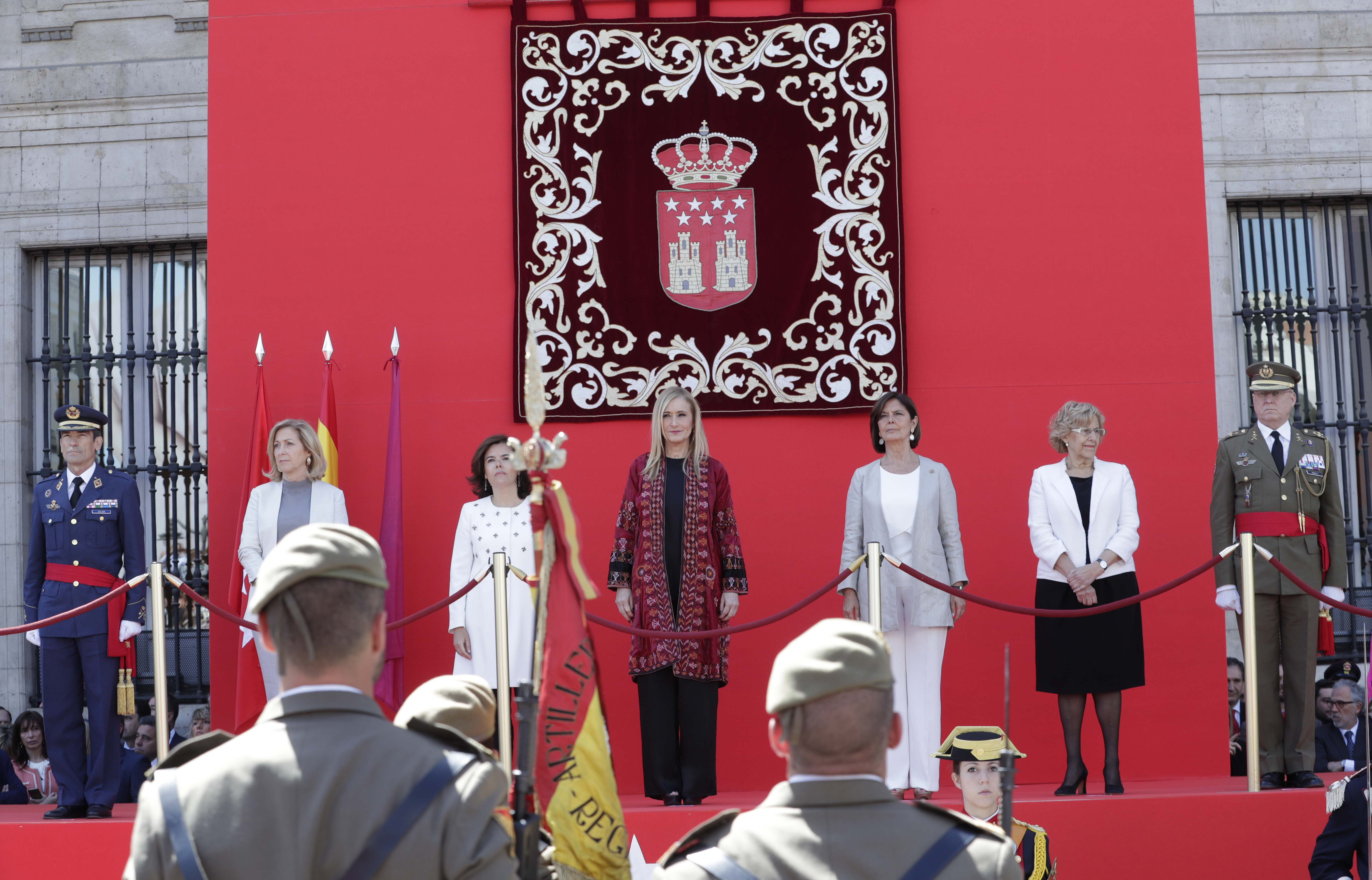
En un acto de celebración del 2 de mayo, junto con Concepción Dancausa, Soraya Sáenz de Santamaría, Cristina Cifuentes y Manuela Carmena (2017).

En junio de 2007 fue reclamada por Esperanza Aguirre para sustituir a Juan José Güemes al frente de la Consejería de Empleo y Mujer del ejecutivo autonómico.
En 2011 fue elegida candidata de su partido para optar a la alcaldía de la ciudad de Pozuelo de Alarcón, alcanzando el 61,9% de los sufragios en las elecciones del 22 de mayo, siendo investida alcaldesa el 11 de junio de 2011.
En 2015 concurrió de nuevo a las elecciones municipales de Pozuelo como candidata a la alcaldía de Pozuelo, al igual que a las elecciones autonómicas. Su partido perdió 3 concejales en las municipales y aunque mantuvo la mayoría, Adrados no tomó posesión y renunció al acta de concejal para asumir la presidencia de la Asamblea de Madrid.
En junio de 2021 fue designada senadora autonómica por la Asamblea de Madrid.